# Fernando de Santiago y Díaz de Mendívil
Fernando de Santiago y Díaz de Mendívil   (Madrid, 23 de juliol de 1910 - Madrid, 6 de novembre de 1994)
Fou un polític i militar espanyol, president interí del govern entre l'1 de juliol i el 3 de juliol de 1976.

## Biografia
Va participar en la Guerra del Rif, i posteriorment lluità al bàndol nacional durant la Guerra Civil espanyola (1936-1939). Fins al seu ascens a tinent general va fer de militar en diversos llocs i ocasions. Ja dipolmat d'estat major, va ser professor, i també director de l'Escola Superior de l'Exèrcit Espanyol.
El 4 de març de 1971 succeí al general José María Pérez de Lema y Tejero com a Governador General de Sàhara Espanyol, i va aconseguir una autonomia interna per al govern saharaui, manifestada en una carta del general Franco (20 de febrer de 1973) en la qual aquest prometia convertir en legislativa una institució fins llavors merament consultiva com la Djema'a. El mateix general de Santiago va transmetre aquesta missió al president de l'assemblea, Jatri Uld Said Uld Yumani, però no va ser fins al cap de la seva substitució pel general Federico Gómez de Salazar y Nieto (24 d'abril de 1974) quan es va publicar un Estatut polític sobre l'autonomia interna del Sahara. En aquells dies, de Santiago havia passat ja a ocupar un lloc d'importància en el Centre Superior d'Estudis de la Defensa Nacional (CESEDEN).
El President del Govern Arias Navarro no va trigar a nomenar-lo vicepresident per a Afers de la Defensa en el primer govern de la monarquia (1975). Va assumir interinament la presidència de govern d'1 a 3 de juliol de 1976 fins a la presa de possessió d'Adolfo Suárez, successor d'Arias. Una vegada ratificat en el seu càrrec de vicepresident de la Defensa (1976), va criticar durament l'actitud del Govern, favorable a la legalització de les organitzacions sindicals.

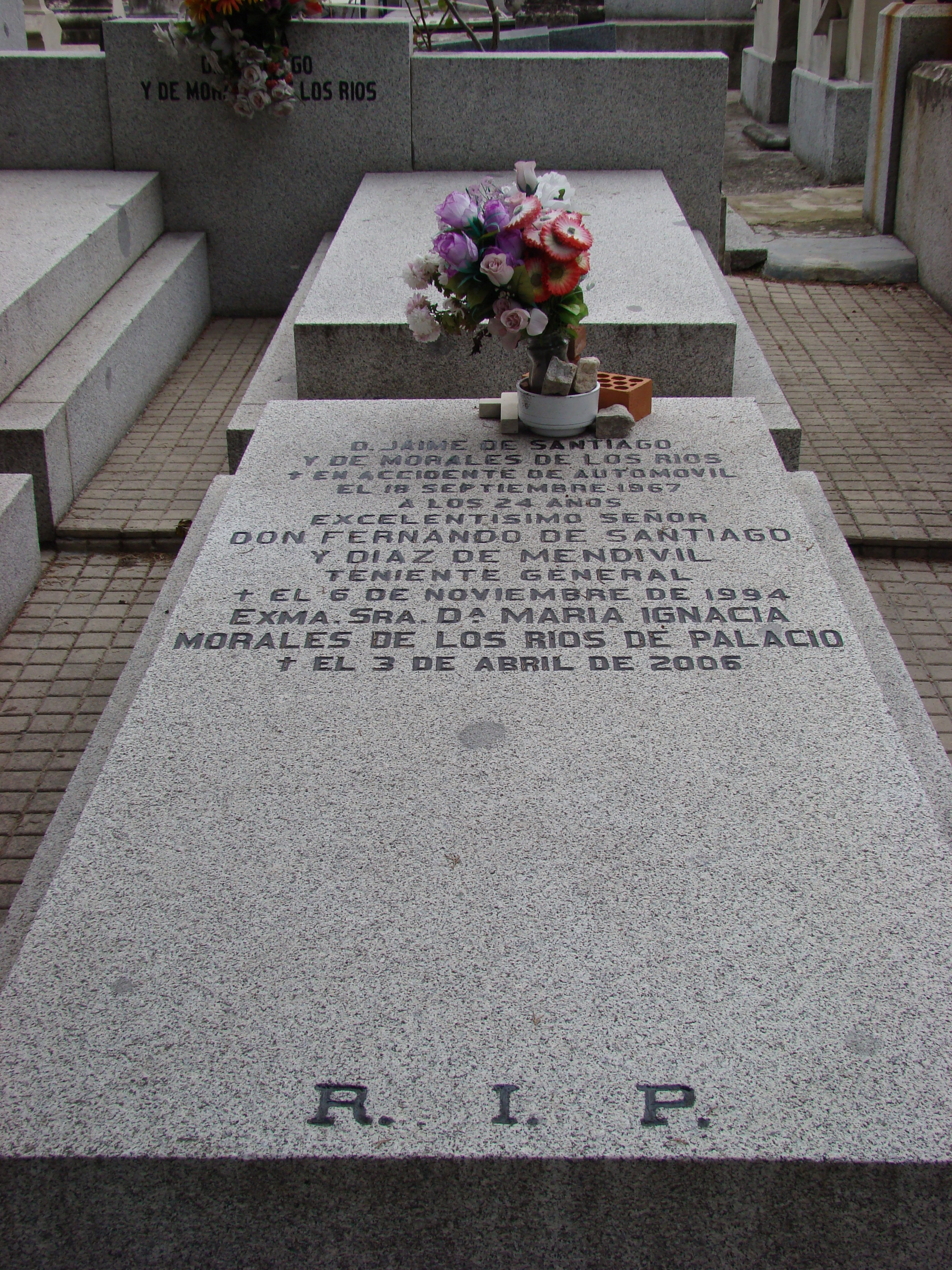
Tomba del tinent general De Santiago al Cementiri de San Justo de Madrid.

El 8 de setembre de 1976 Adolfo Suárez exposava el seu projecte de reforma política davant un grup d'oficials d'alta graduació entre els quals es trobava el general de Santiago. Pocs dies després va mantenir una tibant entrevista amb el president del Govern per la legalització de les organitzacions sindicals. Després d'això va presentar la seva dimissió, sent substituït pel fins llavors cap de l'Estat Major Central, Manuel Gutiérrez Mellado.
Després del Cop d'estat del 23-F, el Tinent General Manuel Gutiérrez Mellado el va apuntar com l'Elefant Blanc. Els qui han investigat aquells fets suposen que l'Elefant mai va existir; o fou el general Armada o una al·lusió genèrica a les Forces Armades.
Uns dies abans del cop d'estat, el 8 de febrer de 1981, el Tinent General Fernando de Santiago va publicar en el diari El Alcázar un article titulat "Situación crítica", que va resultar molt polèmic, on amb motiu dels esbroncs proferits quatre dies abans als Reis d'Espanya pels diputats d'Herri Batasuna en la Casa de Juntes de Guernica i els nombrosos assassinats que venia perpetrant la banda terrorista ETA, qüestionava la representativitat dels partits polítics en aquests moments.
Va morir a Madrid el 6 de novembre de 1994 als 84 anys.